# Susqueda
Susqueda è un comune spagnolo di 98 abitanti situato nella comunità autonoma della Catalogna.